# مقاطعة لافاكا (تكساس)
مقاطعة لافاكا (بالإنجليزية: Lavaca  County)‏ هي إحدى المقاطعات في ولاية تكساس، الولايات المتحدة الأمريكية.